# A Soldier's Oath
A Soldier's Oath è un film muto del 1915 diretto da Oscar C. Apfel.

## Trama
In Francia, durante la guerra, Pierre Duval assiste sul campo di battaglia il moribondo conte de Morave che, prima di morire, gli affida alcuni documenti e i gioielli di famiglia. Ritornato a casa, Pierre mette i gioielli datigli dal conte in una scatola dove si trova anche una collana che il duca d'Auberg ha regalato a sua moglie Margot. La scatola viene rubata da Lazare, un corrispondente di guerra che ha assistito alla scena tra Pierre e il conte sul punto di morte. Sorpreso da Margot, Lazare uccide la donna ma del delitto viene incolpato Pierre che è condannato all'ergastolo.
In carcere, Pierre è protagonista di un'azione eroica che gli fa ottenere la grazia. Sua figlia Mavis, nel frattempo, è stata adottata dal duca d'Auberg. Benché sia innamorata di un visconte squattrinato, viene corteggiata da Lazare che finge di essere il conte de Morave. Per conquistarla, Lazare regala alla giovinetta alcuni dei gioielli rubati, tra cui anche la collana che Margot aveva avuto dal duca. Il gioiello viene riconosciuto da Pierre che finalmente smaschera il vero assassino della moglie.

## Produzione
Il film fu prodotto dalla Fox Film Corporation. Venne girato nel New Jersey, a Caldwell .

## Distribuzione
Distribuito dalla Fox Film Corporation, il film in cinque bobine uscì nelle sale cinematografiche statunitensi il 19 dicembre 1915.